# Багдасарян, Оганес Мнацаканович
Оганес Минаевич Багдасарян — советский хозяйственный, государственный и политический деятель.

## Биография
Родился в 1914 году. Член ВКП(б) с 1939 года.
С 1934 года — на хозяйственной, общественной и политической работе. В 1934—1987 гг. — инструктор, заведующий Отделом, ответственный редактор газеты, секретарь Ленинаканского городского, 1-й секретарь Ахурянского районного комитета КП(б) Армении, редактор газеты «Советакан Айастан», в СМ Армянской ССР, 1-й секретарь Ереванского городского комитета КП Армении, 2-й секретарь ЦК КП Армении, член Центральной ревизионной комиссии КПСС, министр культуры Армянской ССР, заместитель председателя Президиума Верховного Совета Армянской ССР, председатель Терминологического комитета при СМ Армянской ССР.
Избирался депутатом Верховного Совета СССР 5-го и 6-го созывов, Верховного Совета Армянской ССР 4-го и 7-11-го созывов.
Умер в 1997 году.